# Индраварман V
Индраварман V, в 1257—1266 годах носил имя Шри Джайя Синхаварман (собственное имя — Шри Харидева; умер в 1288) — царь царей Тямпы (Чампы) в 1257—1288 годах (коронован в 1266 году). Начиная с 1281 года вёл длительную борьбу с монголо-китайской экспансией на тямскую территорию, закончившуюся тем, что Тямпа стала данником монголо-китайской империи Юань.

## Происхождение и начало правления
Принц Харидева происходил из XI династии тямских царей — он был сыном сестры царей Тямпы Джайя Парамешваравармана II и Джайя Индравармана VI. В 1257 году Харидева убил своего дядю Джайя Индравармана VI и захватил престол, сменив имя на Джайя Синхаварман, однако короновался он только в 1266 году, приняв при этом тронное имя Индраварман.
Джайя Синхаварман пришёл к власти, когда между Тямпой и Дайвьетом окончилась очередная война и над обоими царствами нависла ранее неизвестная и оттого ещё более страшная угроза, заставившая тямов и вьетов надолго отложить многовековую взаимную вражду — в 1257 году к границам Дайвьет подступила тринадцатитысячная армия Монгольской империи под командованием Урянхатая, сына прославленного монгольского полководца Субудая. Хотя целью Урянхатая была южно-китайская империя Сун, он вторгся в Дайвьет, разбил вьетскую армию и в декабре того же года взял и разорил вьетскую столицу Тханглаунг (ныне Ханой), вырезав всё население города. Вскоре после этого монгольские войска покинули Дайвьет, а в 1261 году вьетский император формально признал над собой верховенство великого монгольского хана Хубилая. В это время тямский царь Индраварман V старался поддерживать мирные отношения с Дайвьетом и вернулся к многовековой традиции периодически посылать дань вьетскому императору. В частности, в 1269 году Индраварман преподнёс императору Чан Тхань Тонгу белого слона, а в 1270 году вновь отправил к нему посольство с данью, рассчитывая на мир между двумя странами.

## Борьба с монголо-китайской экспансией
В 1279 году Великий хан Хубилай окончательно покорил империю Сун и к тому времени уже был провозглашён императором новой монгольско-китайской империи Юань. Правители Дайвьета и Тямпы направили ему подарки в знак изъявления покорности — Индраварман V прислал слона, носорога и ювелирные изделия — и получили приглашение явиться к императорскому двору лично. Не желая испытывать судьбу, они уклонились от приглашения и в следующем, 1280 году вновь направили Хубилаю посольства с подарками и заверениями в преданности. В том же 1280 году Хубилай направил к Индраварману V своего наместника в Гуанчжоу Согету (Сагату) аль-Джалаири с требованием сдаться без боя. Царь Индраварман формально признал над собой верховенство юаньского императора и был удостоен высокого китайского звания «принца второй степени». Индраварману было предписано в короткие сроки явиться в Пекин для личного принесения вассальной клятвы императору, однако в течение всего следующего 1281 года тямский царь молчаливо игнорировал требования лично посетить Хубилая, а затем вместе со всем своим двором покинул столицу Тямпы Виджайю и переехал на запад, ближе к горам Чыонгшон, явно опасаясь неминуемого монголо-китайского вторжения. В результате Хубилай отозвал присвоенный Индраварману титул.
В 1281 году император Хубилай объявил о присоединении Дайвьета к своей империи, присвоив ему статус «самоуправляющегося инородческого округа», и начал готовиться к его завоеванию. Придворными стратегами Хубилая был разработан план окружения Дайвьета, для чего вначале решено было захватить Тямпу и создать там военный плацдарм для нападения на вьетов с юга. Реализуя этот стратегию, в конце 1282 года Согету аль-Джалаири во главе пятитысячного войска на 250 военных и 100 мореходных джонках, укомплектованных опытными китайскими моряками, переправился по морю из Гуанчжоу в Тямпу и высадился у города-крепости, по-китайски называвшегося Мучэн, в лагуне, ведущей к тямской столице Виджайе. Индраварман V во главе своих войск поспешил на помощь Мучэну и успел занять город. Согласно хронике «Юань ши», подступив в январе 1283 года к хорошо укреплённому Мучэну (помимо прочего, стены города были вооружены сотней пушек арабско-персидского производства), Согету решил вначале вступить в переговоры. После того как Индраварман V семь раз отклонил предложение о добровольной сдаче города, Согету 13 февраля приказал начать штурм цитадели Мучэна. Штурм начался с трёх сторон — двумя отрядами с суши и одним с моря. Десятитысячное войско Индравармана с десятками слонов выступило в контратаку. После шестичасового боя тямы, однако, были атакованы с тыла и начали отступление, понеся большие потери. Индраварман V приказал сжечь все припасы на складах и оставил цитадель, перебравшись в юго-восточную часть города.
Войдя в цитадель, монголо-китайские войска перебили тысячи её защитников. На третий день Согету во главе своих войск подошёл к ставке Индравармана в юго-восточной части Мучэна, однако получил сообщение, что тот готов сдаться. Согету согласился принять капитуляцию Индравармана V и даже пообещал даровать ему прощение, при условии, что он явится к нему с повинной. На следующий день Индраварман направил к Согету своего дядю по матери Пао Тому-ху (Пао То-ту-ху) с дарами и сообщил через него, что внезапно заболел и вместо него перед Согету предстанет его старший сын, наследный принц Хариджит. Однако наследного принца Согету тоже не дождался — вместо него прибыли четвёртый и пятый сыновья Индравармана V, которые сообщили, что их старший брат Хариджит скончался от ран (впоследствии, однако, выяснилось, что это не так), а отец тяжело болен. Переговоры между Согету и Пао Тому-ху продолжались ещё какое то время, пока не стало известно, что Индраварман V уже давно перебрался в горы Иа-Хеу к северо-западу от Виджайи, где собрал двадцатитысячную армию и направил послов с просьбой о военной помощи в Дайвьет, Камбуджадешу и на Яву. Узнав об этом, Пао Тому-ху бежал к Индраварману.
Вскоре до Индравармана V дошли вести, что Согету без боя занял тямскую столицу Виджайю и захватил основные крепости Тямпы. Страна была разделена на две провинции, наместником одной из которых, с центром в Виджайе, стал Согету. Индраварман поставил во главе своей армии наследного принца Хариджита, который перешёл к тактике партизанской войны. Весной 1283 года тямские войска разбили большой монголо-китайский отряд генерала Чжан Юна, попытавшегося захватить лагерь Индравармана в горах Иа-Хеу. Потерпев ещё несколько поражений от тямов, Согету вынужден был оставить Виджайю и 14 июня отступил в Мучэн, где восстановил и укрепил цитадель. Большая часть территории Тямпы фактически вернулась под контроль войск Индравармана V под командованием принца Хариджита. На стороне тямов играл и климат Центрального и Южного Вьетнама (историческая территория Тямпы), слишком влажный и жаркий для монголо-китайских захватчиков. В армии Согету начались эпидемии и дезертирство. К 1284 году Хариджиту удалось окончательно разбить войска Согету и вытеснить их из Тямпы.
Согласно «Юань Ши», в начале 1284 года, когда Согету ещё был в Тямпе, Индраварман V направил к Хубилаю своего внука Ци-ту Лиле с подарками в качестве дани юаньскому императору, а через 3 месяца прислал ему карту Тямпы. Ещё через месяц Индраварман отправил к Хубилаю посольство из 18 человек с 3 слонами с просьбой вывести монголо-китайские войска из Тямпы в обмен на признания верховенства власти императора Китая. После отплытия Согету командование войсками принял его заместитель Лю Цюн Цин, который безуспешно попытался вызвать Индравармана V на личную встречу (тямский царь традиционно пообещал, что в следующем году пришлёт на встречу вместо себя своего сына с подарками). Прибыв в Шанду, Согету предложил Хубилаю новый план покорения Тямпы — теперь предлагалось вторгнуться в Тямпу по суше, через Аннамские горы, для чего вначале необходимо было окончательно подчинить Дайвьет. Во главе новой, пятисоттысячной монгольско-китайской армии Хубилай поставил своего сына Тугана, а Согету назначил его заместителем. В декабре 1284 года армия Тугана вторглась в Дайвьет и вскоре заняла его столицу и большую часть страны. Война в Дайвьете длилась до августа 1285 года и окончилась полным разгромом монголо-китайской армии (при этом в июле 1285 года Согету погиб на поле боя и был обезглавлен), которая так и не смогла вторгнуться в Тямпу.
В след за этим Индраварман V, желая предотвратить последующее вторжение Хубилая, направил ему посольство с данью, которая была принята. Хубилай вынужден был надолго отложить планы по завоеванию Тямпы, поскольку вскоре погряз в новой войне с Дайвьетом, поэтому последние годы правления Индравармана прошли в относительном мире. В конце его жизни Тямпу посетил венецианский путешественник Марко Поло, который охарактеризовал Индравармана V как правителя «преклонного возраста, который из боязни старался быть в дружеских отношениях с Дайвьетом». Он умер в 1288 году, передав престол своему старшему сыну Хариджиту, принявшему тронное имя Джайя Синхаварман.

## Семья
Супруга Индраварман V носила имя Гаурендралакшми-Парамапура. У Индравармана было, как минимум, пять сыновей, один из которых — принц Хариджит (у вьетов был известен как Че Ман) стал наследником престола и вошёл в историю под именем Джайя Синхаварман III (умер в 1307 году).